# Ophionereis vivipara
Ophionereis vivipara är en ormstjärneart som beskrevs av Ole Theodor Jensen Mortensen 1933. Ophionereis vivipara ingår i släktet Ophionereis och familjen Ophionereididae. Inga underarter finns listade i Catalogue of Life.